# 17e division d'infanterie (France)
Pour les articles homonymes, voir 17e division.
La 17e division d'infanterie devenue 17e division d'infanterie motorisée (17e DIM) est une division d'infanterie de l'armée de terre française qui a participé à la Première Guerre mondiale.
Le commandement était situé à Châteauroux (Indre), à l'hôtel de Division, actuel Musée Bertrand.

## Les chefs de la d’infanterie

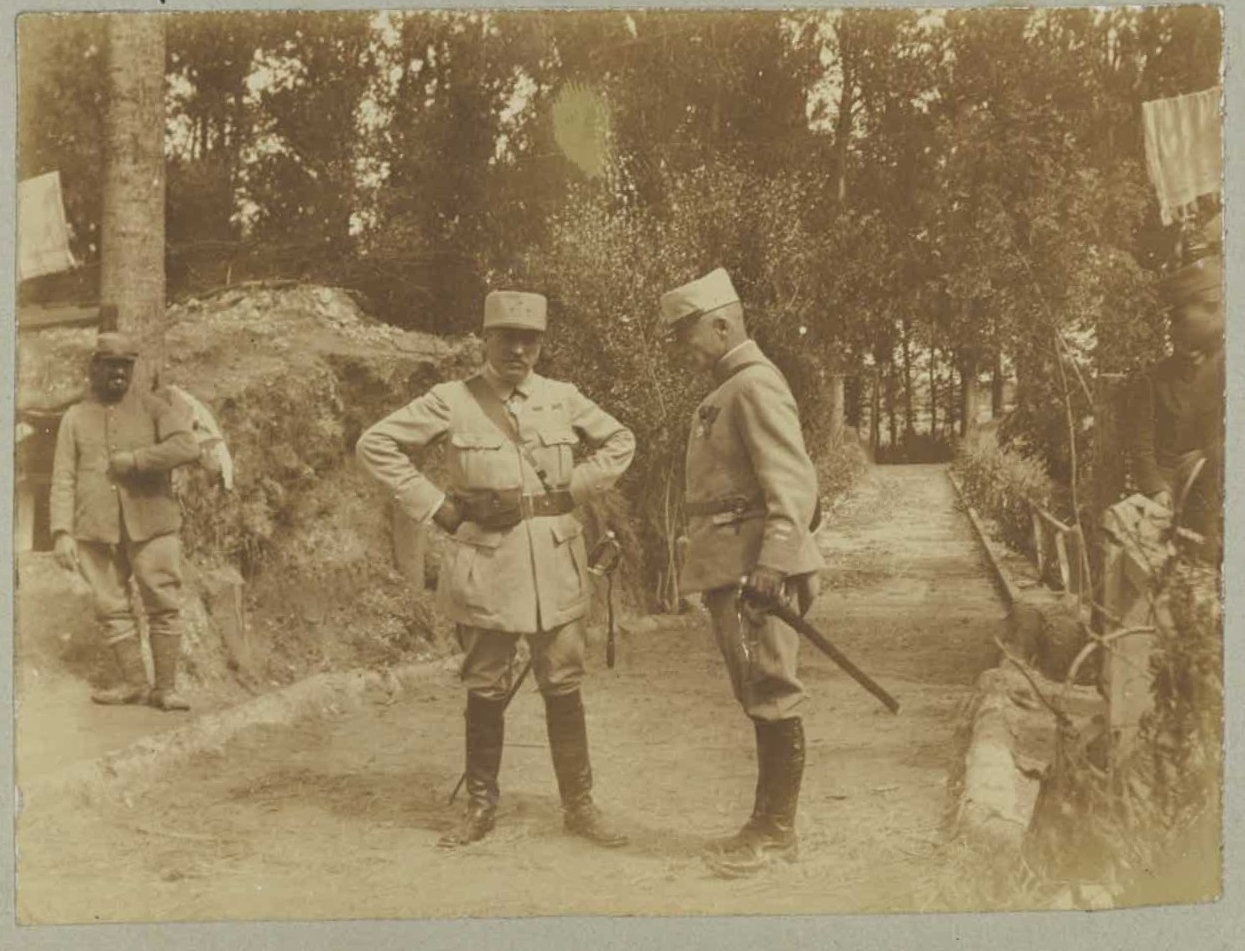
En 1915 Le général Guignadaudet.

## Les chefs de la17edivisiond’infanterie
- 18 octobre 1873 : Général Metman
- 24 janvier 1879 - 24 octobre 1879 : Général Le Tourneur
- 28 février 1880 - 10 novembre 1880 : Général de Sonis
- 30 mars 1881 : Général Japy
- 11 novembre 1881 : Général Cérez
- 12 février 1883 - 22 juillet 1883 : Général Brincourt
- 15 octobre 1883 : Général Sempé
- 27 décembre 1884 - 18 novembre 1887 : Général de Beaufort
- 26 novembre 1887 - 25 août 1894 : Général Desandre
- 13 juillet 1900 : Général Bourjat
- 15 avril 1903 - 8 avril 1906 : Général Marsaa
- 18 avril 1906 - 7 août 1906 : Général Oudard
- 12 août 1906 - 23 mars 1911 : Général Camps
- 30 mars 1911 : Général Nicolas
- 24 décembre 1913 - 16 janvier 1914 : Général Dantant
- 2 août 1914 - 1er septembre 1914 : Général Dumas
- 12 septembre 1914 - 1er juillet 1915 : Général Guignadaudet
- 1er juillet 1915 : Général de Buyer
- 29 août 1915 - 6 janvier 1918 : Général Lancrenon
- 9 janvier 1918 - 9 janvier 1919 : Général Gassouin
- 12 janvier 1919 - 20 avril 1920 : Général Andrieu

- 5 mai 1920 - 2 janvier 1923 : Général Bulot
- 18 mai 1926 - 13 novembre 1926 : Général Hergault
- 5 avril 1940 - 19 mai 1940 : Général Lascroux[réf. nécessaire]

## La Première Guerre mondiale

### Composition au cours de la guerre
- 68e régiment d’infanterie d’août 1914 à novembre 1918
- 90e régiment d’infanterie d’août 1914 à novembre 1918
- 114e régiment d’infanterie d’août 1914 à décembre 1915
- 125e régiment d’infanterie d’août 1914 à décembre 1915
- 268e régiment d’infanterie d’octobre 1914 à avril 1915 et de décembre 1915 à janvier 1918
- 290e régiment d’infanterie d’octobre 1914 à avril 1915 et de décembre 1915 à janvier 1918
- 335e régiment d’infanterie de janvier  à novembre 1918
- 54e régiment d’infanterie territoriale d'août à novembre 1918
- 20e régiment d'artillerie
- 27e bataillon de tirailleurs sénégalais de mai à juillet 1918
- 78e bataillon de tirailleurs sénégalais de mai à août 1918

### Historique

#### 1914
Mobilisée dans la  9e région
- 5 – 11 août : Transport par V.F. dans la région de Pont-Saint-Vincent ; stationnement
- 11 – 19 août : Mouvement vers Lay-Saint-Christophe ; couverture sur le Seille vers Armaucourt et Brin.
- 19 – 22 août : Retrait du front et transport par V.F. de Nancy, dans la région de Sedan.
- 22 – 24 août : Mouvement vers le nord de la Semoy, en direction de Nafraiture. Engagée, le 23 août, dans la bataille des Ardennes : combats de Houdremont et de Bièvre
- 24 août – 6 septembre : Repli, par Charleville, Laumois et Berru, vers la région des marais de Saint-Gond :

30 août, combat vers Bertoncourt.
1er septembre, combat sur la Retourne, vers Juniville
- 6 – 14 septembre : Engagée dans la  1re Bataille de la Marne.

6 - 10, Bataille des Marais de Saint-Gond : combats vers le mont Toulon, Bannes, le mont Août et Broussy-le-Grand
À partir du 10, poursuite, par Morains-le-Petit et Condé-sur-Marne, jusqu’au nord de Prosnes : le 13 septembre, prise de Sept-Saulx et de Mourmelon-le-Petit.
- 14 septembre – 19 octobre : Engagée dans la 1re bataille de l’Aisne :

Attaques françaises, vers Prosnes et la ferme de Moscou, en direction de Moronvilliers.
À partir du 21 septembre, occupation d’un secteur vers Prosnes et la ferme des Marquises, étendu à droite, le 27 septembre, jusqu’au nord de Baconnes.
- 19 – 23 octobre : Retrait du front, et transport par VF, de Mourmelon-le-Petit, dans la région de Hazebrouck ; puis transport par camions dans celle de Reningelst.
- 23 octobre – 6 décembre : Engagée dans la bataille d'Ypres au nord-est et au sud-est d’Ypres :

23 octobre, prise de Zonnebeke et attaques en direction de Passchendaele ; des éléments participent à des combats vers Hollebeke et Klein-Zillebeke
Puis occupation d’un secteur vers Wallemolen, et la voie ferrée d’Ypres à Roulers ;
8 novembre, extension du front, à gauche, jusqu’au sud de Poelcappelle.
17 novembre, réduction, à droite, jusqu’à la route d’Ypres à Roulers.
20 - 24 novembre, déplacement du secteur, vers la droite, entre Wallemolen et le sud de Broodseinde.
- 6 décembre 1914 – 6 mars 1915 : Occupation d’un nouveau secteur vers la voie ferrée d’Ypres à Roulers, et le bois du Polygone (inclus) :

14 - 17 décembre, attaques françaises sur la ferme Verbeek et sur le bois du Polygone.
24 décembre, attaque française vers Broodseinde.
25 janvier 1915, attaque allemande vers Broodseinde.

#### 1915
- 6 – 25 mars : Retrait du front ; repos vers Herzeele.
- 25 mars – 5 avril : Occupation d’un secteur entre Zwarteleen et la lisière sud du bois du Polygone.
- 5 – 18 avril : Retrait du front dans la région de Herzeele, puis, à partir du 8 avril, mouvement par étapes vers celle de Frévent ; repos.
- 18 avril – 3 mai : Mouvement vers le front et occupation d’un secteur vers Ecurie et Roclincourt.
- 3 – 9 mai : Retrait du front et stationnement dans la région de Pernes.

À partir du 7 mai, occupation d’un secteur vers Grenay et le Rutoire ; préparatifs d’offensive.
- 9 mai – 5 juillet : Engagée dans la 2e Bataille d’Artois :

9 - 12 mai, attaque devant Loos.
16 - 29 mai, en 2e ligne.
25 - 28 mai, participation aux combats au nord d’Angres et vers la cité des Cornailles.
29 mai, occupation d’un secteur au nord de Neuville-Saint-Vaast
8 et 9 juin, attaques sur la partie nord de Neuville-Saint-Vaast.
16 juin, attaque sur le carrefour des cinq chemins ; puis occupation d’un secteur dans cette région.
- 5 juillet – 7 août : Retrait du front et repos vers Tramecourt.

À partir du 14 juillet, mouvement par étapes, par Canaples, vers la région de Verderonne ; repos.
6 août, transport par camions vers Moreuil.
- 7 – 30 août : Occupation d’un secteur vers Herleville et Maucourt. À partir du 27 août, retrait du front et transport par camions dans la région d’Arras.
- 30 août – 25 septembre : Occupation d’un secteur au sud-est de Wailly ; travaux en vue d’une offensive.
- 25 septembre – 1er octobre : Engagée dans la 3e Bataille d’Artois dans cette région.
- 1er octobre 1915 – 6 janvier 1916 : Rocade par V.F. et occupation d’un secteur entre le nord de Grenay et le sud de Loos (relève de l’armée britannique)

8 octobre, attaque allemande sur Loos.
Au repos vers Bruay-la-Buissière ; du 10 au 18 octobre, du 4 au 15 novembre du 2 au 13 décembre, et du 31 décembre 1915 au 6 janvier 1916.

#### 1916
- 6 janvier – 17 février : Transport par camions vers le front et occupation d’un secteur entre le nord de Souchez et l’ouest d’Angres.
- 17 – 21 février : Retrait du front dans la région de Coupigny ; repos.
- 21 février – 11 mars : Mouvement vers le front et occupation d’un secteur vers le bois de Givenchy
- 11 – 14 mars : Retrait du front (relève par l’armée britannique) ; mouvement par étapes vers la région de Villers-sur-Authie : repos.
- 14 – 31 mars : Transport par V.F. dans la région de Bergues ; repos.
- 31 mars – 13 avril : Transport par V.F. vers Montdidier ; repos.
- 13 – 18 avril : Transport par V.F. et repos dans la région de Revigny-sur-Ornain.
- 18 avril – 8 mai : Transport par camions à Verdun. Engagée dans la Bataille de Verdun, vers la Hayette et le bois Camard :

4 mai, attaque allemande.
5 mai, contre-attaque française.
- 8 – 18 mai : Retrait du front, regroupement vers Revigny-sur-Ornain ; repos.
- 18 – 29 mai : Mouvement vers le nord et repos vers Dampierre-le-Château.
- 29 mai – 9 septembre : Transport par camions vers le front ; occupation d’un secteur vers l’Epine de Vedegrange et Auberive-sur-Suippe, étendu à droite, le 7 juin, jusqu’à l’est de l’Epine de Vedegrange.
- 9 – 30 septembre : Retrait du front, transport par camions au  camp de Mailly ; instruction.
- 30 septembre – 8 octobre : Transport par V.F. dans la région d’Amiens ; repos.
- 8 octobre – 21 novembre : Mouvement vers Fouilloy.

À partir du 27 octobre, engagée dans la Bataille de la Somme, au nord de Sailly-Saillisel ; 5 novembre, attaque française.
- 21 novembre – 19 décembre : Retrait du front ; repos dans la région de Morlancourt, puis, à partir du 1er décembre, au sud-ouest d’Amiens.
- 19 décembre 1916 – 22 janvier 1917 : Transport vers le front, et occupation d’un secteur au nord de la Somme, vers Cléry-sur-Somme et la ferme de Bois l’Abbé.

#### 1917
- 22 janvier – 20 avril : Retrait du front (relève par l’armée britannique) ; repos vers Ailly-sur-Noye.

À partir du 29 janvier, transport par camions au nord de Villers-Cotterêts ; travaux dans le camp retranché de Paris.
À partir du 6 mars, mouvement vers Mailly-le-Camp, par Villemareuil, Villiers-Saint-Georges et Anglure ; repos et instruction au camp.
À partir du 28 mars, mouvement par étapes vers Etoges, puis, à partir du 10 avril, vers Lagery.
15 avril : Bataille du Chemin des Dames, tenue prête à intervenir; non engagée ; puis mouvement vers Romain et Guyencourt.
- 20 avril – 5 juin : Occupation d’un secteur au nord de La Ville-aux-Bois ; engagements fréquents.

15 mai, front étendu, à gauche, jusque vers Chevreux.
- 5 juin – 2 juillet : Retrait du front ; repos et instruction vers Fère-en-Tardenois.
- 2 – 30 juillet : Occupation d’un secteur vers la ferme d'Hurtebise et le plateau des Casemates :

25 et 26 juillet, violentes attaques allemandes.
28 et 29 juillet, contre-attaques françaises.
- 30 juillet – 26 août : Retrait du front. À partir du 6 août, transport par V.F., de la région de Château-Thierry, dans celle de Pont-Saint-Vincent et de Saint-Nicolas-du-Port ; repos et instruction.
- 26 août – 30 décembre : Occupation d’un secteur vers la Chapelotte et la Vezouze.
- 30 décembre 1917 – 27 mars 1918 : Retrait du front.

À partir du 2 janvier 1918, transport par V.F. dans la région de Custines : travaux de 2e position sur le Grand Couronné.

#### 1918
- 27 mars – 23 avril : Transport par V.F. vers Beauvais, et, à partir du 4 avril, occupation d’un secteur vers Rouvrel et le nord-ouest de Mailly-Raineval : les 5 et 11 avril, attaques françaises vers Rouvrel (Bataille de l'Avre).
- 23 avril – 4 mai : Retrait du front, puis transport par V.F., de la région de Grandvilliers, dans celle de Bar-le-Duc ; repos.
- 4 mai – 24 juillet : Mouvement vers le front et occupation d’un secteur vers Maizey et le bois de Loclont, étendu à droite, le 27 mai, jusqu’aux Paroches, et le 19 juillet, jusque vers Kœur-la-Grande.
- 24 juillet – 12 août : Retrait du front, puis transport par V.F. dans la région de Pont-Sainte-Maxence.

Engagée le 2 août, vers Chacrise (fin de la 2e Bataille de la Marne) : progression, de la région de Vierzy, vers celle de Venizel et de Ciry-Salsogne.
- 12 – 21 août : Retrait du front et repos vers Pierrefonds.
- 21 – 30 août : Mouvement vers le front, dans la région de Vassens. Reprise de l’offensive (2e Bataille de Noyon) : combats vers Morsain, Vézaponin, la ferme de Mareuil et la ferme de Montécouvé.
- 30 août – 10 septembre : En 2e ligne vers Morsain.
- 10 – 18 septembre : Mouvement vers le front. Engagée, vers Vauxaillon et sur l'Ailette, dans la poussée vers la position Hindenburg (combat, le 14, vers le mont des Singes).
- 18 septembre – 21 octobre : Retrait du front ; mouvement vers Vézaponin.

9 octobre, transport par camions dans la région de Senlis ; repos.
- 21 octobre – 5 novembre : Mouvement vers le front. Engagée, à l’est de Laon, dans la Bataille de la Serre ; combats sur la Souche ; puis défense et organisation du front.
- 5- 11 novembre : Reprise de l’offensive (Poussée vers la Meuse) ; franchissement de la Souche ; le 7 novembre, prise de Marle ; puis franchissement du Thon, poursuite vers la frontière belge. La division se trouve vers Signy-le-Petit, au moment de l’armistice.

#### Rattachements
Affectation organique :  9e corps d’armée, d’août 1914 à novembre 1918.
- 1re armée :

29 janvier – 5 mars 1917
27 mars – 23 avril 1918
- 2e armée :

2 – 27 août 1914
13 avril – 20 mai 1916
24 avril – 27 juillet 1918
- 3e armée :

27 octobre – 11 novembre 1918
- 4e armée :

28 août – 4 septembre 1914
7 – 21 octobre 1914
20 mai – 11 décembre 1916
6 – 12 mars 1917
16 – 29 mars 1917
- 5e armée :

13 – 15 mars 1917
17 – 20 avril 1917
- 6e armée :

23 juillet – 24 août 1915
26 – 28 août 1915
31 mars – 12 avril 1916
- 8e armée :

16 novembre 1914 – 3 avril 1915
6 août 1917 – 26 mars 1918
- 9e armée :

5 septembre – 6 octobre 1914
- 10e armée :

9 avril – 22 juillet 1915
25 août 1915
29 août 1915 – 13 mars 1916
12 décembre 1916 – 28 janvier 1917
30 mars – 16 avril 1917
20 avril – 5 août 1917
28 juillet – 26 octobre 1918
- Détachement d'armée de Belgique :

22 octobre – 15 novembre 1914
4 – 8 avril 1915
- Groupe d'armées du Nord :

14 – 30 mars 1916

## La Seconde Guerre mondiale
La division n'est pas recréée et c'est la 17e division légère d'infanterie qui prend le numéro 17.